# Озерне (Колпашевський район)
Озе́рне (рос. Озёрное) — село у складі Колпашевського району Томської області, Росія. Входить до складу Чажемтовського сільського поселення.

## Населення
Населення — 765 осіб (2010; 913 у 2002).
Національний склад (станом на 2002 рік):
- росіяни — 96 %